# Weronika Nowakowska
Weronika Nowakowska, während Ehe bekannt als Weronika Nowakowska-Ziemniak, (* 7. Juli 1986 in Kłodzko) ist eine ehemalige polnische Biathletin.

## Werdegang
Weronika Nowakowska war eine Studentin und lebte mit ihrem ersten Ehemann in Duszniki Zdrój. Sie startete zunächst für den KS Duszniki Zdrój, später für den KS AZS-AWF Katowice und wurde von Malwina Wojtas trainiert. Seit 2004 tratt sie international auf Juniorenebene an. Ihre ersten Einsätze hatte sie im Junioren-Europacup in Obertilliach. 2005 trat sie bei den Junioren-Europameisterschaften in Nowosibirsk an, wo sie Zehnte im Sprint war und mit der Staffel, zu der neben ihr auch Paulina Bobak und Agnieszka Grzybek gehörten, Silber hinter der russischen Staffel gewann. Nicht ganz so gut verliefen die kurz danach stattfindenden Junioren-Weltmeisterschaften in Kontiolahti, wo Platz 32 im Einzel und neun mit der Staffel beste Resultate waren. Wieder erfolgreicher verliefen für die junge Polin die Junioren-Weltmeisterschaften im Sommerbiathlon in Muonio. In Sprint, Verfolgung und Massenstart kam sie auf die Ränge zwischen 13 und 16, mit der Staffel, zu der wieder Grzybek und zudem Tiffany Tyralla gehörten, gewann sie hinter der Staffel aus der Ukraine erneut eine Silbermedaille. Die Juniorenweltmeisterschaften 2006 in Presque Isle und die Junioren-Europameisterschaften desselben Jahres in Langdorf brachten für Nowakowska keine weiteren nennenswerten Ergebnisse, doch bei den Junioren-Weltmeisterschaften 2007 in Martell belegte sie wieder mehrere Plätze unter den besten 20. Noch besser waren die Platzierungen bei der letzten Junioren-Europameisterschaft der Polin in Bansko. In allen Rennen kam sie unter die besten 15. Den Abschluss der Juniorenzeit bildeten die Weltmeisterschaften im Sommerbiathlon 2007 in Otepää, wo Nowakowska Sechste im Einzel und Neunte im Sprint wurde.
Während der Saison 2007/08 debütierte Nowakowska im Biathlon-Europacup. Ihr erstes Einzel lief sie in Langdorf und wurde 35. Im folgenden Sprint gewann sie als 30. zum ersten Mal einen Punkt und in der Verfolgung verbesserte sie sich bis auf Rang 17. In der Saison startete Nowakowska auch erstmals im Biathlon-Weltcup. Ihr erstes Rennen war ein Sprint in Hochfilzen, das sie als 51. beendete. Gute Ergebnisse erreichte sie auch bei ihren ersten Europameisterschaften für Erwachsene in Nové Město na Moravě. Im Einzel belegte sie Platz 14, ebenso im Sprint und in der Verfolgung erreichte sie den 18. Rang. In Östersund lief die Polin ihre ersten Biathlon-Weltmeisterschaften 2008. Nachdem sie im Sprint 58. wurde, qualifizierte sie sich damit für das Verfolgungsrennen, wo sie den 55. Platz erreichte. Zum Auftakt der Saison 2008/09 schaffte Nowakowska als Sechstplatzierte im Sprint von Idre eine erste Top-Ten-Platzierung im Europacup. Doch sollte sie von nun an in erster Linie im Weltcup aktiv sein. Schon zum Saisonauftakt in Östersund gewann sie als 20. des Einzels erstmals Weltcuppunkte. In Hochfilzen konnte Nowakowska mit der Staffel überraschend Dritte werden. Die WM 2009 in Pyeongchang brachten erneut Verbesserungen mit sich. 35. wurde die Polin im Sprint, 16. der Verfolgung, 36. im Einzel, Achte in der Mixed- und Sechste in der Frauen-Staffel. Beim ersten Rennen nach der Weltmeisterschaft, einem Einzel in Vancouver schaffte es Nowakowska als Achtplatzierte erstmals unter die besten Zehn zu laufen. Bei den Olympischen Winterspielen 2010 in Vancouver erreichte Nowakowska nach einem 36. Platz im 7,5-km-Sprint und einem 28. Rang im Verfolgungswettbewerb mit dem 5. Platz im 15-km-Einzelrennen ihre bislang beste Platzierung bei einer internationalen Großveranstaltung. Durch ihre vordere Platzierung im Einzelrennen hatte sich Nowakowska auch für den Massenstartwettbewerb qualifiziert, den sie auf dem 21. Platz beendete. Bei den Biathlon-Weltmeisterschaften 2015 im finnischen Kontiolahti gewann sie ihre erste Medaille bei Weltmeisterschaften, als sie Zweite im Sprint wurde. Dies ist bislang auch ihr bestes Weltcupergebnis. Bei der anschließenden Verfolgung gewann sie die Bronzemedaille.
Zum Ende der Saison 2017/18 beendete sie ihre Karriere als Profisportlerin.

## Weltcupplatzierungen
Die Tabelle zeigt alle Platzierungen (je nach Austragungsjahr einschließlich Olympische Spiele und Weltmeisterschaften).
- 1.–3. Platz: Anzahl der Podiumsplatzierungen
- Top 10: Anzahl der Platzierungen unter den ersten zehn (einschließlich Podium)
- Punkteränge: Anzahl der Platzierungen innerhalb der Punkteränge (einschließlich Podium und Top 10)
- Starts: Anzahl gelaufener Rennen in der jeweiligen Disziplin
- Staffel: inklusive Mixed- und Single-Mixed-Staffeln

| Platzierung          | Einzel | Sprint | Verfolgung | Massenstart | Staffel | Gesamt |
| -------------------- | ------ | ------ | ---------- | ----------- | ------- | ------ |
| 1. Platz             |        |        |            |             |         |        |
| 2. Platz             |        | 1      |            |             |         | 1      |
| 3. Platz             |        |        | 1          |             | 1       | 2      |
| Top 10               | 2      | 8      | 1          | 2           | 29      | 42     |
| Punkteränge          | 13     | 41     | 29         | 16          | 39      | 138    |
| Starts               | 20     | 61     | 37         | 16          | 39      | 173    |
| Stand: 22. März 2015 |        |        |            |             |         |        |

### Olympische Winterspiele
Ergebnisse bei Olympischen Winterspielen:
|                                             | Einzelwettbewerbe | Einzelwettbewerbe | Einzelwettbewerbe | Einzelwettbewerbe | Staffelwettbewerbe | Staffelwettbewerbe |
| Sprint                                      | Verfolgung        | Einzel            | Massenstart       | Damenstaffel      | Mixedstaffel       |                    |
| ------------------------------------------- | ----------------- | ----------------- | ----------------- | ----------------- | ------------------ | ------------------ |
| Olympische Winterspiele 2010 \| Vancouver   | 36.               | 28.               | 5.                | 21.               | 12.                |                    |
| Olympische Winterspiele 2014 \| Sotschi     | 7.                | 20.               | 31.               | 19.               | 10.                | –                  |
| Olympische Winterspiele 2018 \| Pyeongchang | 34.               | 30.               | 21.               | –                 | 7.                 | –                  |